# Acontia trimacula
Acontia trimacula är en fjärilsart som beskrevs av Saalmüller 1891. Acontia trimacula ingår i släktet Acontia och familjen nattflyn. Inga underarter finns listade i Catalogue of Life.